# Камаль Ганзурі
Камаль Ганзурі (араб. كمال الجنزورى‎‎, нар. 12 січня 1933, Гіза, Єгипет — 31 березня 2021, Каїр) — єгипетський економіст, призначений Вищою радою Збройних сил прем'єр-міністром Єгипту 24 листопада 2011. Раніше він займав цей пост з 1996 по 1999 рік. До повторного призначення прем'єр-міністром Ганзурі займав пост міністра планування та міжнародного співробітництва.

## Біографія
Камаль Ганзурі народився 12 січня 1933 року в місті Мунфія. Ступінь доктора філософії отримав в Університеті Мічигану. Сам почав викладати в єгипетських університетах та навчальних закладах у 1959 році.

### Рання кар'єра
Ганзурі був членом правління академії адміністративних наук з 1962 по 1967 рік, а також — економічним радником Арабського банку. Він був радником президента Анвара Садата. Він також був членом національних рад з виробництва, освіти та сфері послуг. У 1974 році став заступником міністра планування і був ним до 1975 року. Він був призначений на посаду губернатора мухафаза Нова Долина в 1976 році, а потім став губернатором Бані-Суеф в 1977 році, але пішов у відставку через всього шість місяців.

### Міністр планування і прем'єр-міністр
Був призначений директором Національного інституту планування в 1977 році після відставки з поста губернатора Бані-Суеф. Коли Хосні Мубарак прийшов до влади в 1981 році, Ганзурі став міністром планування та міжнародного співробітництва. Він був також заступником прем'єр-міністра Єгипту з листопада 1986 по січня 1996 року.
2 січня 1996 Хосні Мубарак призначив Камаля аль-Ганзурі прем'єр-міністром Єгипту. Під час перебування аль-Ганзурі на цій посаді в Єгипті був початий такий великий проєкт, як «Нова Долина». Також успішно велося будівництво другої гілки Каїрського метрополітену. Він домігся поліпшення відносин Єгипту з Світовим банком і з Міжнародним валютним фондом.
Рівень бідності при Ганзурі скоротився з 21 % до 17 %.
Звільнений з посади прем'єр-міністра 5 жовтня 1999.

### У XXI столітті
Після того, як Ессам Шараф пішов у відставку з поста прем'єр-міністра Єгипту 21 листопада 2011, ВРЗС АРЄ призначив Камаля Ганзурі і. о. голови перехідного уряду АРЄ і доручив сформувати новий коаліційний уряду 24 листопаді 2011. 7 грудня 2011 він був приведений до присяги як голова перехідного уряду АРЄ. Функції голова уряду виконував до вступу на посаду нового прем'єра Хішама Канділя.
Влітку 2012 року президент Єгипту Мухаммед Мурсі призначив аль-Ганзурі радником президента.